# Psychotria reptans
Psychotria reptans är en måreväxtart som beskrevs av George Bentham. Psychotria reptans ingår i släktet Psychotria och familjen måreväxter. Inga underarter finns listade i Catalogue of Life.